# 2 Korpus Polski
Das 2 Korpus Polski (deutsch 2. Polnisches Korps) war eine militärische Großformation der polnischen Armee im Zweiten Weltkrieg. Nach der Niederlage Polens wurde sie im Irak aufgestellt und umfasste 1945 mehr als 75.000 Soldaten. Sie unterstand der Polnischen Exilregierung und war Teil der Polnischen Streitkräfte im Westen. Die Einheit wurde bis Ende Februar 1945 von Generalleutnant Władysław Anders und anschließend von Divisionär Zygmunt Bohusz-Szyszko kommandiert. Nach der Konferenz von Jalta, deren Beschlüsse Anders auf das schärfste kritisierte, verlangte er den Abzug seiner Soldaten aus dem Kampfgebiet, was jedoch von den Briten abgelehnt wurde.

## Geschichte

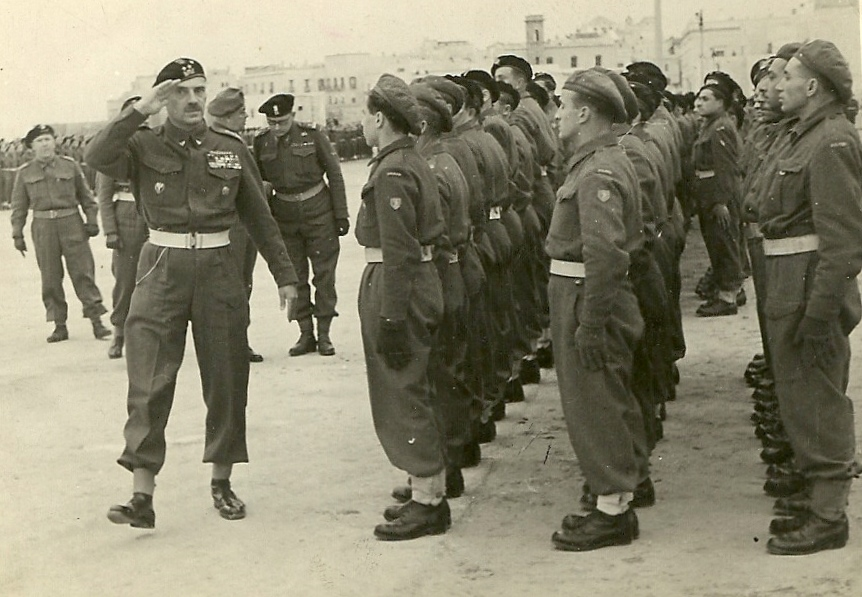
Gen. Anders bei Inspektion der Streitkräfte, Italien 1945

Das 2. polnische Korps wurde 1943 aus der 1942 im Nahen Osten aufgestellten 3. Karpaten-Schützen Division und der nach dem deutschen Angriff auf die Sowjetunion 1941 über den Persischen Korridor nach Westen evakuierten so genannten „Anders-Armee“ gebildet. Dabei bildete die polnische Unabhängige Karpaten-Schützen-Brigade (polnisch Samodzielna Brygada Strzelców Karpackich, SBSK), die aus den polnischen Karpaten über Rumänien, Ungarn und Frankreich 1939 nach Homs im französischen Mandatsgebiet Syrien entkommen war, deren Keimzelle.

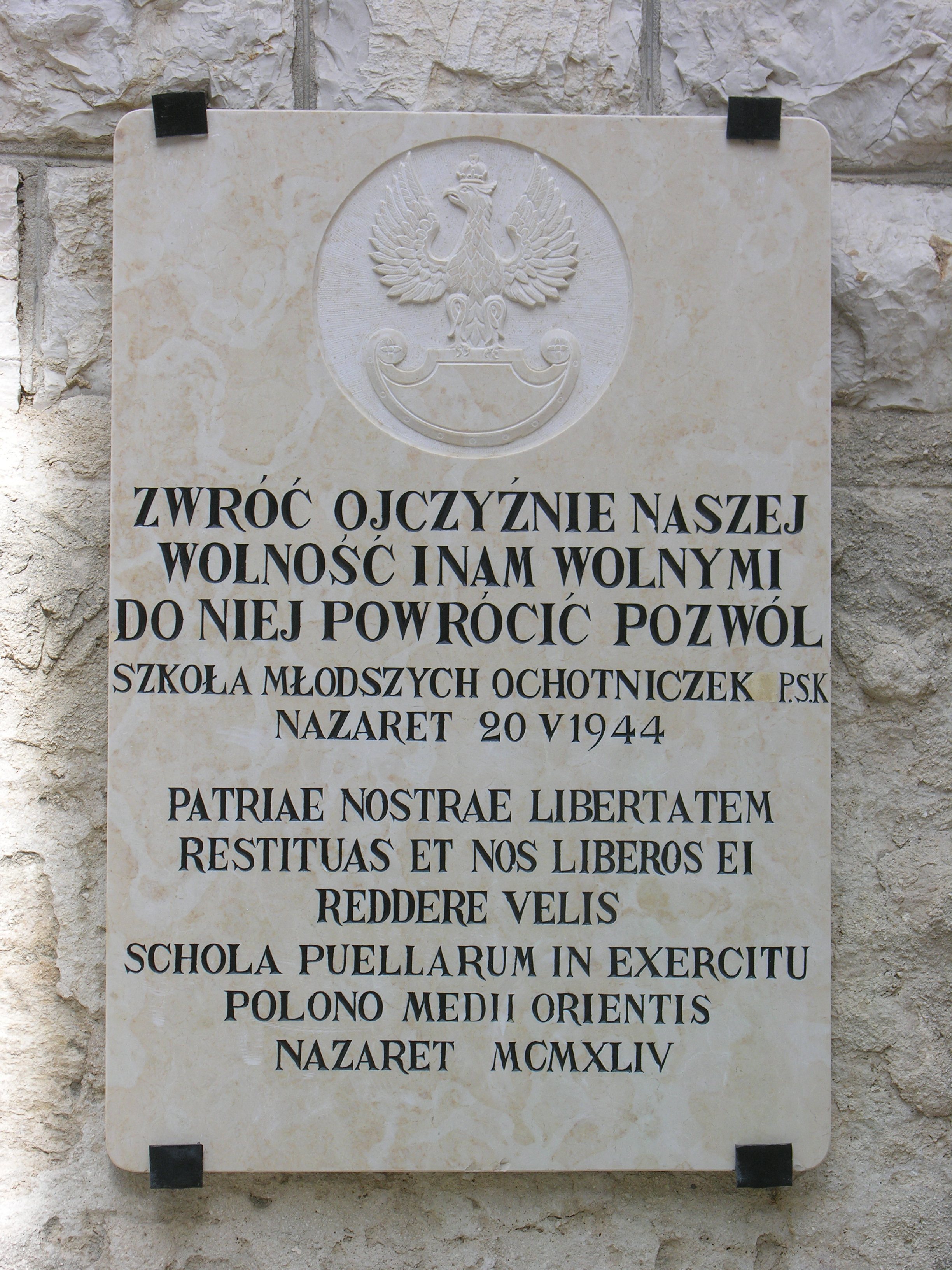
Gedenktafel für Freiwillige des PSK, Josephskirche in Nazareth

Die 3. Karpaten-Schützendivision saß im galiläischen Dschulis, wo sich zunächst auch das Hauptquartier des gesamten Korps niederließ, bevor dieses 1943 dann im britischen Camp Kilo 89 auf einer Flur namens as-Sawāqī / السواقي südlich des Hügels Mauqī al-Qalʿa (موقي القلعة; ⊙) bei Dschabaliya ansässig wurde. Die Schützen-Division eröffnete im Jahre 1942 die Kadettenanstalt Junacka Szkoła Kadetów (JSK) in Mandats-Palästina, das insgesamt ein wichtiger Standort für Training und Ausbildung des 2 Korpus Polski wurde. Im auf Initiative von Władysław Anders 1941 gegründeten Pomocnicza Służba Kobiet (PSK; Frauenhilfsdienst) übernahmen Polinnen Aufgaben in den Bereichen Gesundheitspflege, Ausbildung und Logistik (Pilotinnen, Kraftfahrerinnen). In Nazareth unterrichteten PSK-Freiwillige an einer Schule für jüngere Jahrgänge, die auf die Kadettenanstalt vorbereitete. Vom 29. Juli 1943 bis 31. Juli 1947 domizilierte die Kadettenanstalt in برْبرة / Barbarah, heute Mavqiʿim.

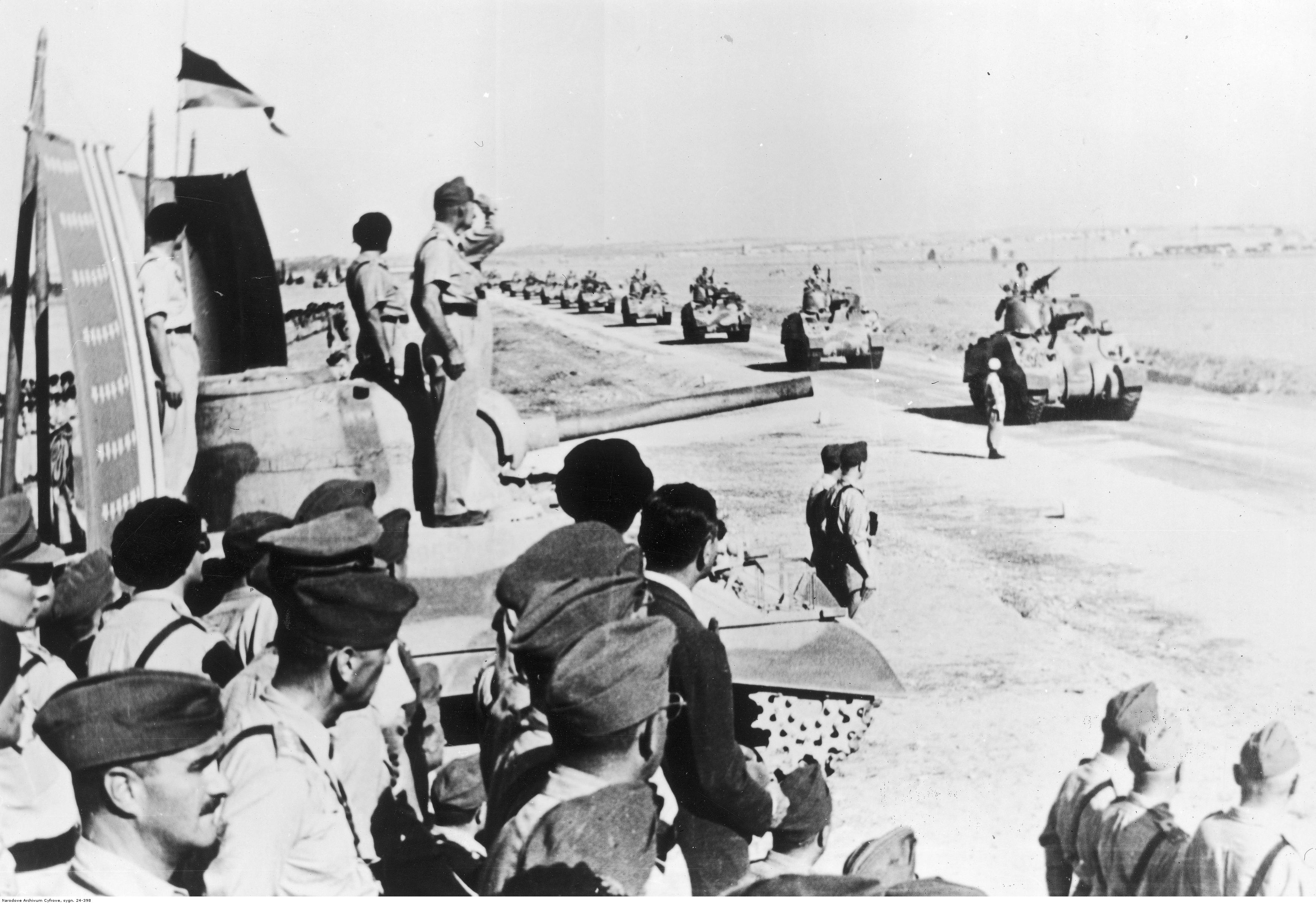
General Kazimierz Sosnkowski, salutierend, nimmt eine Schau von M4 Sherman-Panzern am Hill 69 nahe Ghazzas ab, 1943

Die im März 1943 gebildete 5. Kresowa-Infanteriedivision nahm ihren Sitz in einem britischen Camp bei Mughazi (Maghazi), im nahen Nuseirat lagerte die 2. Warschauer Panzerbrigade ab August 1943. Ihre Gründung wurde am 30. Juni 1942 befohlen, ab September des Jahres war sie im Iraq stationiert. In beiden britischen Militärcamps entstanden 1948 Lager für palästinensische Flüchtlinge aus dem Staatsgebiet Israels. General Bronisław Rakowski übernahm im August 1943 das Kommando über die 2. Panzerbrigade, um sie auf die Invasion Italiens einzustellen.
Ebenfalls im März 1943 wurde aus verschiedenen Artillerieeinheiten in Palästina (aus Barbarah) und im Iraq die 2. Artilleriegruppe (PSZ) mit Sitz in Mullā ‘Azīz (Distrikt Chanaqin, an der iranischen Grenze) gebildet. In Vorbereitung auf den Italienfeldzug wurde die Gruppe ab 26. August bis Mitte September 1943 ins palästinensische Isdud verlegt. Polnische Pioniere (polnisch 3 Karpacki Batalion Saperów) hatten ihren Sitz in Bayt Dschirdscha (arabisch بيت جرجه, inzwischen eine Wüstung, wo die Landstraße Kvisch  die Sinai-Bahn kreuzt). Gemein war all diesen Orten, dass sie über die Sinai-Bahn logistisch bestens erschlossen waren.
Die Anders-Armee hatte 1942 den Bären Wojtek, der aus dem Iran stammt, in ihren Reihen aufgenommen, der nicht nur für eine gute Moral innerhalb der polnischen Truppen sorgte, sondern 1944 offiziell in die polnische Armee aufgenommen wurde, damit er nach Neapel übersetzen durfte, wo er schließlich noch im selben Jahr die Truppen bei der Schlacht um Monte Cassino unterstützte, indem er Kisten mit Mörsergeschossen auf unwegsamen Gelände über das Schlachtfeld trug.
1944 wurde das Korps via Ägypten nach Italien verlegt, wo es als unabhängiger Teil der britischen 8. Armee unter General Oliver Leese unterstellt war. Das polnische Korps kämpfte an der italienischen Front und nahm unter anderem an der Schlacht um Monte Cassino, der Schlacht um Ancona und der Schlacht um Bologna teil. Die polnischen Truppen leisteten einen wichtigen Beitrag beim Durchbrechen der deutschen Hauptverteidigungslinien, der Gustav-Linie und der Gotenstellung.
Zu Beginn des Jahres 1944 hatte die Einheit rund 50.000 Mann. Sie hatte aber in den Kämpfen hohe Verluste zu verzeichnen. So wurden während des Endkampfes um Monte Cassino sogar die nichtkämpfenden Truppenteile ins Gefecht geschickt. In den Kämpfen in Italien fielen 2.301 Soldaten des Korps, mehr als 8.000 wurden verwundet und 535 wurden vermisst. Da die Sowjetunion zwischenzeitlich sämtliche Beziehungen zur Polnischen Exilregierung abgebrochen hatte und allen verbliebenen Polen die Ausreise verweigerte, lag die einzige Möglichkeit der Auffrischung der Einheit in der Befreiung von Kriegsgefangenen- und Konzentrationslagern der Achsenmächte. Dies geschah auch, so dass die Einheit bis 1945 rund 75.000 Soldaten zählte. Teile der Formation, rund 20.000, wurden daraufhin an die Westfront geschickt und so aus der Einheit gelöst. Nach Kriegsende blieben Teile des Korps in Italien. Dort wurden sie zwischen 1946 und 1947 demobilisiert. Die Mehrheit der Soldaten zog das Exil der Rückkehr in ein kommunistisches Polen vor.
Der prosowjetische Bund Polnischer Patrioten griff alles Polnische an, was nicht Moskau unterstellt war. Die Vorsitzende des Bundes, Wanda Wasilewska, verleumdete in ihrem Artikel „Faschisten, Betrüger und Erpresser“ im Bundesorgan Ku Wolnej Polska die Kadettenanstalt JSK als „Nest reaktionärer Fürsten und Grafen“ und ihre Absolventen als „Anders' Janitscharen“. Ab 15. August 1947 hatte die JSK ihren letzten Sitz auf der englischen Airbase RAF Bodney, wo mit den letzten Abschlussprüfungen vom 23. bis 28. Februar 1948 die Anstalt ihren Lehrbetrieb einstellte. Unter den Vorwürfen aus Polen gingen nur etwa 20 der insgesamt etwa 1200 Kadetten ins kommunistische Polen; die Heimat der meisten Kadetten lag ohnehin in jenen 52 % des polnischen Staatsgebietes von 1938, die die Sowjetunion 1939 im Rahmen des Hitler-Stalin-Paktes für sich beanspruchte und 1945 dann in etwa einbehielt.

## Zusammensetzung
Im Mai 1945 umfasste das Korps 55.780 Mann und rund 1.500 Frauen in den Hilfseinheiten. Die Mehrheit der Truppen bestand aus polnischen Staatsangehörigen, die während der sowjetischen Besetzung Ostpolens in der Folge des Hitler-Stalin-Paktes vom NKWD in die Sowjetunion deportiert wurden. Durch das Sikorski-Maiski-Abkommen 1941 wurden viele dieser Menschen freigelassen und ihnen erlaubt, der Armee der Exilregierung beizutreten. Diese Streitkräfte wurden in Südrussland und Kasachstan aufgestellt. Aus politischen Gründen zog die sowjetische Führung allerdings ihre Unterstützung für eine der Exilregierung loyale Armee zurück. Daraufhin transferierte Anders seine Soldaten über Persien und den Irak auf britisch kontrolliertes Territorium. In Palästina wurden ihnen noch Soldaten hinzugefügt, die über Rumänien und Ungarn in den damals französisch regierten Libanon fliehen konnten.

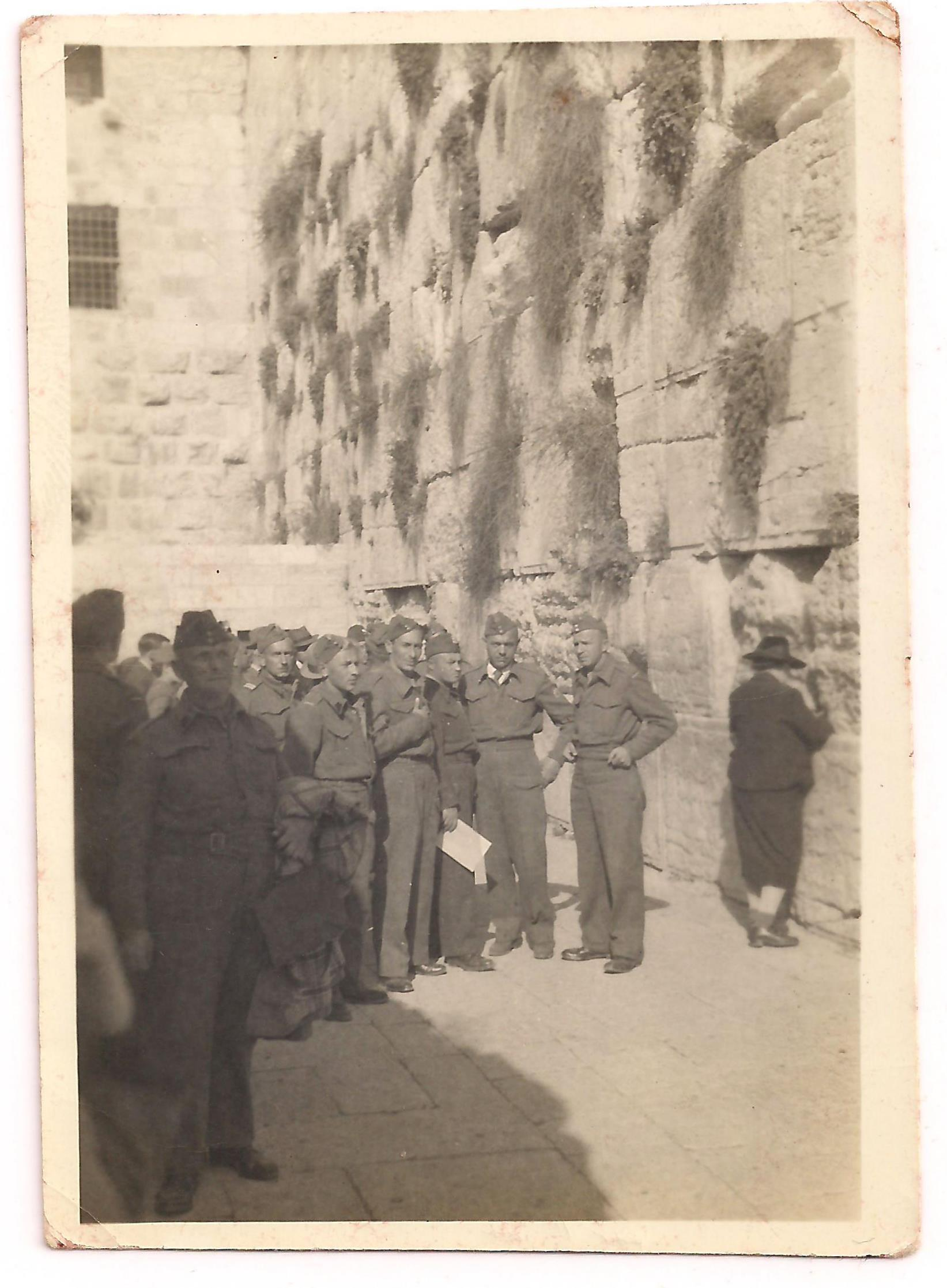
Polnische Offiziere an der Klagemauer, 1942

Der Hauptteil der Soldaten kam aus den östlichen Gebieten Vorkriegspolens. Obwohl die Mehrheit von ihnen ethnisch Polen waren, traten auch Weißrussen, Ukrainer und insbesondere jüdische Polen dem Korps bei. Während ihres Aufenthaltes im damaligen britischen Mandatsgebiet Palästina desertierten viele jüdische Soldaten zur Haganah. Unter ihnen war unter anderem der Korporal Menachem Begin, später Premierminister Israels, der seinen Dienst regulär quittierte. General Anders entschied sich, die Deserteure nicht kriegsrechtlich zu verfolgen.

## Daten zur Ausrüstung
- 248 Artilleriegeschütze
- 288 Panzerabwehrkanonen
- 234 Flugabwehrgeschütze
- 264 Panzer
- 1241 bewaffnete Mannschaftstransporter
- 440 leichte gepanzerte Fahrzeuge
- 12.064 Personen- und Lastkraftwagen